# Митчем, Роберт
Ро́берт Чарльз Да́рмен Ми́тчем (англ. Robert Charles Durman Mitchum; 6 августа 1917[…], Бриджпорт, Коннектикут, США — 1 июля 1997[…], Санта-Барбара, Калифорния, США) — американский актёр, сценарист и продюсер. Лауреат премии «Золотой глобус» за вклад в киноискусство (1992). Снимался в фильмах направления «нуар» (например, «Из прошлого»), в 1950-е — 1960-е годы играл, в основном, отрицательных персонажей («Мыс страха»). Широко известны также роли Митчема в фильмах «Ночь охотника» Ч. Лоутона, «Якудза» С. Поллака, «Мертвец» Джима Джармуша. Митчем также автор и исполнитель песен в стиле кантри.
Митчем был номинирован на Премию «Оскар» за лучшую мужскую роль второго плана за «История рядового Джо» (1945). Он занимает 23-е место в списке величайших звезд классического американского кино Американского института киноискусства.

## Биография
Роберт Чарльз Дармен Митчем родился в Бриджпорте (штат Коннектикут, США) 6 августа 1917 года в норвежско-ирландской методистской семье. Он был вторым ребёнком и старшим сыном Энн Харриет Гундерсон (англ. Ann Harriet Gunderson), дочери капитана морского флота, которая имела норвежское происхождение, и Джеймса Томаса Митчема (англ. James Thomas Mitchum), работавшего на верфи и железной дороге.
У Роберта была старшая сестра Аннетт, выступавшая под артистическим псевдонимом Джули Митчем (англ. Julie Mitchum) (23 июля, 1914 или 1913 — 21 февраля, 2003), которая прожила почти 90 лет и умерла от болезни Альцгеймера.
Отец актёра погиб в железнодорожной катастрофе в Чарлстоне (штат Южная Каролина), случившейся в феврале 1919 года. Он так и не узнал, что его жена ждет ребёнка, который родился в сентябре того же года и в зрелые годы стал довольно знаменитым актёром Джоном Митчемом (англ. John Mitchum) (6 сентября, 1919 — 29 ноября, 2001). После смерти мужа Энн Харриет получила правительственную пенсию, переехала к родителям и вышла замуж за отставного майора британской армии.
Роберт отличался строптивым и вспыльчивым характером, неоднократно ввязывался в уличные драки и постоянно конфликтовал в школе. В 12 лет, по настоянию матери, он переехал к дедушке в Фэлтон (англ., штат Делавэр). Учёба в школе не сложилась, поскольку своевольный Митчем не поладил с директором. Через год, в 1930 году, Роберт со своей сестрой Аннетт, теперь именовавшей себя Джули, оказался в районе Манхэттена, именуемом «Адская кухня» (англ. Hell's Kitchen, Manhattan). После исключения из очередной средней школы он стал колесить по стране без определённой цели, успев за это время поработать в Гражданском корпусе охраны окружающей среды и даже выступать в качестве «профессионального» боксёра.
1 сентября 1948 года Роберт Митчем и актриса Лила Лидс были арестованы за хранение марихуаны, девушка отсидела два месяца в тюрьме. Именно там она пристрастилась к героину. Это поставило крест на её актёрской карьере, в то время как на Митчеме этот скандал никак не отразился.
Роберт Чарльз Дармен Митчем скончался 1 июля 1997 года на 80 году жизни в Санта-Барбаре (штат Калифорния), из-за осложнений рака лёгких и эмфиземы.

## Фильмография

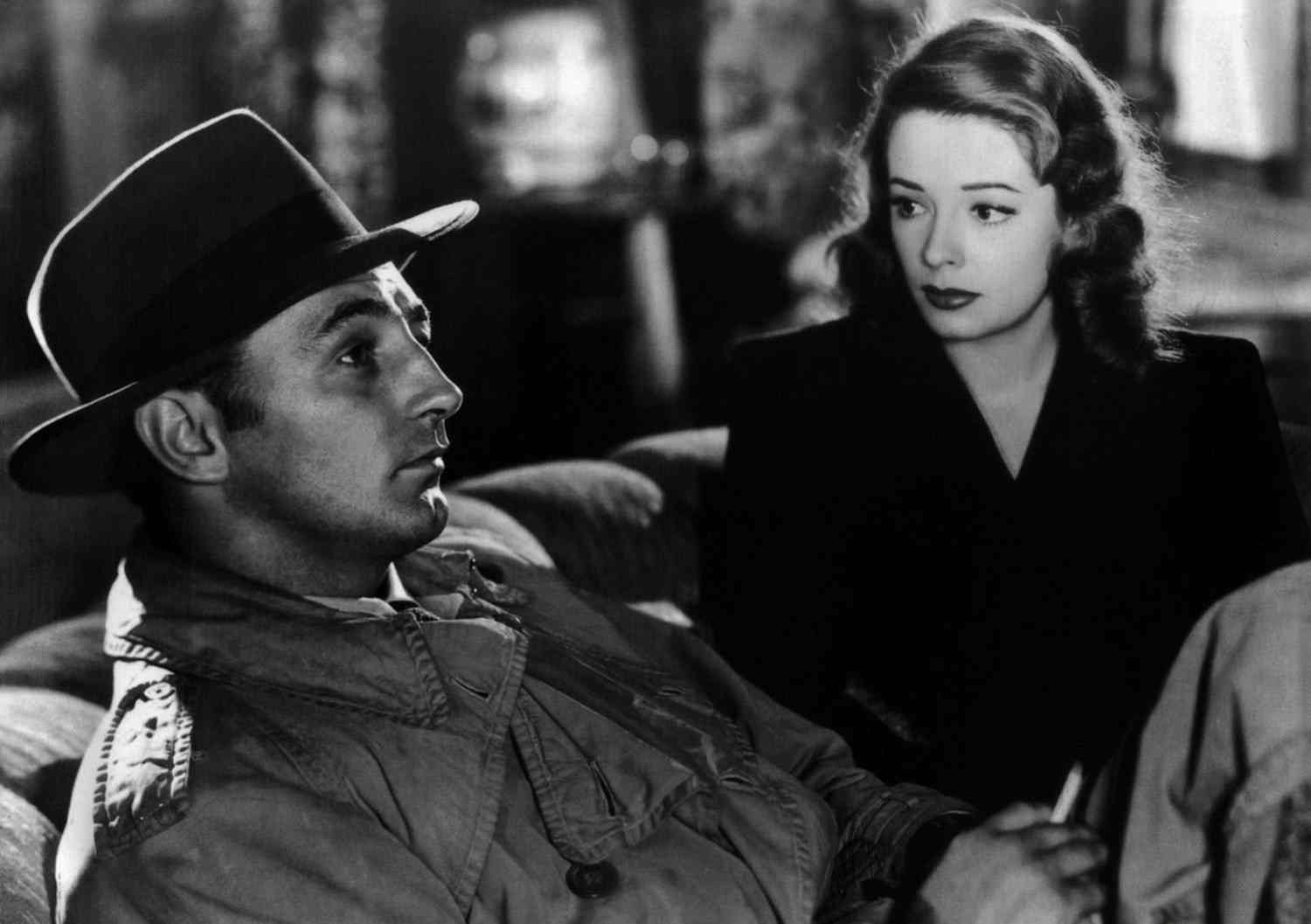
С Джейн Грир в фильме «Из прошлого»

| Год  |    | Русское название            | Оригинальное название        | Роль                                       |
| ---- | -- | --------------------------- | ---------------------------- | ------------------------------------------ |
| 1944 | ф  | Тридцать секунд над Токио   | Thirty Seconds over Tokyo    | лейтенант Боб Грэй                         |
| 1944 | ф  | Когда незнакомцы женятся    | When Strangers Marry         | Фред Грэм                                  |
| 1945 | ф  | История рядового Джо        | The Story of G.I. Joe        | лейтенант/капитан Билл Уокер               |
| 1946 | ф  | Подводное течение           | Undercurrent                 | Майкл Гарроуэй                             |
| 1947 | ф  | Преследуемый                | Pursued                      | Джеб                                       |
| 1947 | ф  | Перекрёстный огонь          | Crossfire                    | сержант Питер Кили                         |
| 1947 | ф  | Из прошлого                 | Out of the Past              | Джефф Бейли                                |
| 1948 | ф  | Кровь на Луне               | Blood on the Moon            | Джим Гэрри                                 |
| 1949 | ф  | Большой обман               | The Big Steal                | Дьюк Хэллидэй                              |
| 1950 | ф  | Где живёт опасность         | Where Danger Lives           | Доктор Джефф Камерон                       |
| 1951 | ф  | Моё запретное прошлое       | My Forbidden Past            | доктор Марк Лукас                          |
| 1951 | ф  | Женщина его мечты           | His Kind of Woman            | Дэн Милнер                                 |
| 1951 | ф  | Рэкет                       | The Racket                   | капитан Томас МкКвигг                      |
| 1952 | ф  | Макао                       | Macao                        | Ник Кокрен                                 |
| 1952 | ф  | Необузданные                | The Lusty Men                | Джефф Макклауд                             |
| 1952 | ф  | Ангельское личико           | Angel Face                   | Фрэнк Джессап                              |
| 1953 | ф  | Белая знахарка              | White Witch Doctor           | Джон «Лонни» Дуглас                        |
| 1953 | ф  | Второй шанс                 | Second Chance                | Расс Ламберт                               |
| 1954 | ф  | Река, не текущая вспять     | River of No Return           | Мэтт Колдер                                |
| 1955 | ф  | Ночь охотника               | The Night of the Hunter      | преподобный Гарри Пауэлл                   |
| 1955 | ф  | Не как чужой                | Not as a Stranger            | Лукас Марш                                 |
| 1956 | ф  | Иностранная интрига         | Foreign Intrigue             | Дэйв Бишоп                                 |
| 1957 | ф  | Бог знает, мистер Аллисон   | Heaven Knows, Mr. Allison    | полковник Аллисон                          |
| 1957 | ф  | Под нами враг               | The Enemy Below              | лейтенант-коммандер Мюррелл                |
| 1958 | ф  | Дорога грома                | Thunder Road                 | Лукас Дулин                                |
| 1959 | ф  | Холмы гнева                 | The Angry Hills              | Майк Моррисон                              |
| 1960 | ф  | Бродяги                     | The Sundowners               | Пэдд Кармоди                               |
| 1962 | ф  | Мыс страха                  | Cape Fear                    | Макс Кейди                                 |
| 1962 | ф  | Самый длинный день          | The Longest Day              | бригадный генерал Норман Кота              |
| 1963 | ф  | Список Эдриана Мессенджера  | The List of Adrian Messenger | камео                                      |
| 1966 | ф  | Эльдорадо                   | El Dorado                    | шериф Дж. П. Хэррах                        |
| 1967 | ф  | Путь на Запад               | The Way West                 | Дик Саммерс                                |
| 1968 | ф  | Пятикарточный покер         | 5 Card Stud                  | преподобный Джонатан Радд                  |
| 1968 | ф  | Битва за Анцио              | Lo sbarco di Anzio           | Дик Эннис                                  |
| 1970 | ф  | Дочь Райана                 | Ryan’s Daughter              | Чарльз Шонесси                             |
| 1973 | ф  | Друзья Эдди Койла           | The Friends of Eddie Coyle   | Эдди Койл                                  |
| 1974 | ф  | Якудза                      | The Yakuza                   | Гарри Килмер                               |
| 1975 | ф  | Прощай, моя красавица       | Farewell, My Lovely          | Филип Марлоу                               |
| 1976 | ф  | Мидуэй                      | Midway                       | вице-адмирал Уильям Ф. «Бык» Холси-младший |
| 1976 | ф  | Последний магнат            | The Last Tycoon              | Пэт Брэйди                                 |
| 1978 | ф  | Глубокий сон                | The Big Sleep                | Филип Марлоу                               |
| 1979 | ф  | Железный крест 2            | Breakthrough                 | полковник Роджерс                          |
| 1982 | ф  | Сезон чемпионата            | That Championship Season     | тренер Дилейни                             |
| 1984 | ф  | Возлюбленные Марии          | Maria’s Lovers               | отец Ивана                                 |
| 1985 | тф | Север и Юг                  | North and South              | полковник Патрик Флинн                     |
| 1988 | ф  | Новая рождественская сказка | Scrooged                     | Престон Райнлендер                         |
| 1990 | ф  | Ночной попутчик             | Midnight Ride                | доктор Харди                               |
| 1990 | ф  | Считающийся опасным         | Présumé dangereux            | профессор Форрестер                        |
| 1991 | ф  | Мыс страха                  | Cape Fear                    | лейтенант Элгарт                           |
| 1995 | ф  | Мертвец                     | Dead Man                     | мистер Джон Дикинсон                       |

### на английском языке
- Eells, George (1984). Robert Mitchum. New York and Toronto: Franklin Watts, 368 pages. ISBN 978-0-5310-9836-3
- Marill, Alvin H. (1978). Robert Mitchum on the Screen. South Brunswick and New York: A. S. Barnes and Company, 256 pages. ISBN 978-0-4980-1847-3
- Mitchum, John (1989). Them Ornery Mitchum Boys: The Adventures of Robert and John Mitchum. Pacifica, California: Creatures at Large, 394 pages. ISBN 978-0-9400-6407-2
- Roberts, Jerry (1992). Robert Mitchum: A Bio-Bibliography. Westport, Connecticut: Greenwood Press, 448 pages. ISBN 978-0-3132-7547-0
- Roberts, Jerry, ed. (2000). Mitchum: In His Own Words. New York: Limelight Editions, 274 pages. ISBN 978-0-8791-0292-0
- Server, Lee (2001). Robert Mitchum: «Baby, I Don't Care». New York: St Martin's Press, 608 pages. ISBN 978-0-3122-8543-2
- Tomkies, Mike (1972). The Robert Mitchum Story: «It Sure Beats Working». New York: W. H. Allen, 271 pages. ISBN 978-0-4910-0962-1
- Turner Classic Movies (2006). Leading Men: The 50 Most Unforgettable Actors of the Studio Era. San Francisco, California: Chronicle Books, 240 pages. ISBN 978-0-8118-5467-2